# Смітфілд (Західна Вірджинія)
Смітфілд (англ. Smithfield) — місто (англ. town) в США, в окрузі Ветзел штату Західна Вірджинія. Населення — 103 особи (2020).

## Географія
Смітфілд розташований за координатами 39°29′42″ пн. ш. 80°33′36″ зх. д. / 39.49500° пн. ш. 80.56000° зх. д. (39.494863, -80.559986).  За даними Бюро перепису населення США в 2010 році місто мало площу 0,77 км², з яких 0,76 км² — суходіл та 0,01 км² — водойми.

## Демографія
Згідно з переписом 2010 року, у місті мешкало 145 осіб у 63 домогосподарствах у складі 39 родин. Густота населення становила 188 осіб/км².  Було 92 помешкання (119/км²).
Расовий склад населення:
| - 97,2 % — білих - 0,7 % — корінних американців |

До двох чи більше рас належало 2,1 %. Частка іспаномовних становила 0,0 % від усіх жителів.
За віковим діапазоном населення розподілялося таким чином: 22,8 % — особи молодші 18 років, 60,0 % — особи у віці 18—64 років, 17,2 % — особи у віці 65 років та старші. Медіана віку мешканця становила 44,8 року. На 100 осіб жіночої статі у місті припадало 90,8 чоловіків;  на 100 жінок у віці від 18 років та старших — 103,6 чоловіків також старших 18 років.
Середній дохід на одне домашнє господарство  становив 22 518 доларів США (медіана — 20 781), а середній дохід на одну сім'ю — 25 897 доларів (медіана — 22 000). За межею бідності перебувало 38,8 % осіб, у тому числі 31,7 % дітей у віці до 18 років та 12,5 % осіб у віці 65 років та старших.
Цивільне працевлаштоване населення становило 26 осіб. Основні галузі зайнятості: виробництво — 30,8 %, роздрібна торгівля — 23,1 %, інформація — 23,1 %.